# Großsteingrab Recknitz
Das Großsteingrab Recknitz war eine megalithische Grabanlage der jungsteinzeitlichen Trichterbecherkultur bei Recknitz, einem Ortsteil von Plaaz im Landkreis Rostock (Mecklenburg-Vorpommern). Es wurde 1903 von Robert Beltz untersucht und später restlos zerstört.

## Lage
Die genaue Lage des Grabes ist nicht überliefert. Das nächste erhaltene Grab ist das wenige Kilometer östlich gelegene Großsteingrab Plaaz.

## Beschreibung
Die Anlage war bei Beltz’ Untersuchung bereits weitgehend zerstört. Sie stand auf einem Hügel und besaß eine nordwest-südöstlich orientierte Grabkammer. Die Wand- und Decksteine waren bereits alle entfernt. Ursprünglich hatte es sich um einen Großdolmen mit drei Decksteinen gehandelt. Nur das Bodenpflaster war noch auf einer Länge von 1,6 m und einer Breite von 0,4 m vorhanden. Es bestand aus einer Lehmschicht, auf der geglühter Feuerstein aufgebracht war. Der gepflasterte Bereich war von kleinen, aufgerichteten Steinplatten umstellt. Von den Begräbnissen waren noch einige Knochenreste erhalten. An Beigaben wurden Keramikscherben gefunden, die zu einem verzierten und mehreren unverzierten Gefäßen gehörten.